# 重点港湾
重点港湾（じゅうてんこうわん）とは、日本における港湾の一区分。重要港湾のうちから、重点的に投資する「選択と集中」を港湾政策にも徹底するという目的で国土交通大臣が指定した港湾のことである。2010年8月に全国に103港ある重要港湾から43港を選定した。
特定重要港湾については従来どおりなので重点港湾からは除かれる。重要港湾の乱造によって、国の財政負担が増えるとともに、港湾を整備したもののほとんど活用されていない事例があること等が課題となったために新たに指定された。

## 指定港湾
北海道
- 釧路港
- 函館港
- 石狩湾新港

東北
- 青森県 - 青森港、八戸港
- 岩手県 - 大船渡港
- 秋田県 - 秋田港
- 山形県 - 酒田港
- 福島県 - 小名浜港

関東
- 茨城県 - 茨城港、鹿島港
- 千葉県 - 木更津港
- 神奈川県 - 横須賀港

北陸
- 石川県 - 金沢港
- 福井県 - 敦賀港

中部
- 静岡県 - 御前崎港
- 愛知県 - 三河港、衣浦港

近畿
- 京都府 - 舞鶴港
- 兵庫県 - 東播磨港

中国
- 鳥取県 - 境港
- 島根県 - 浜田港
- 岡山県 - 宇野港
- 広島県 - 福山港、呉港
- 山口県 - 岩国港、宇部港

四国
- 徳島県 - 徳島小松島港
- 香川県 - 高松港、坂出港
- 愛媛県 - 松山港、東予港
- 高知県 - 高知港

九州・沖縄
- 福岡県 - 苅田港
- 佐賀県 - 伊万里港
- 長崎県 - 長崎港
- 熊本県 - 八代港
- 大分県 - 大分港、中津港
- 宮崎県 - 細島港
- 鹿児島県 - 鹿児島港
- 沖縄県 - 那覇港、中城湾港